# Salim Keddar
Salim Keddar, né le 23 novembre 1993, est un athlète algérien, spécialiste des courses de demi-fond.

## Biographie
Médaillé de bronze du 1 500 mètres lors des Jeux africains de 2015, il participe aux championnats du monde 2015 mais s'incline dès les séries.

### Palmarès
| Date | Compétition                     | Lieu        | Résultat | Épreuve | Performance    |
| ---- | ------------------------------- | ----------- | -------- | ------- | -------------- |
| 2015 | Jeux africains                  | Brazzaville | 3e       | 1 500 m | 3 min 46 s 31  |
| 2022 | Jeux de la solidarité islamique | Konya       | 3e       | 1 500 m | 3 min 54 s 72  |
| 2023 | Jeux panarabes                  | Oran        | 3e       | 5 000 m | 14 min 23 s 47 |

### Records
| Épreuve | Performance   | Lieu  | Date         |
| ------- | ------------- | ----- | ------------ |
| 1 500 m | 3 min 33 s 68 | Nancy | 18 juin 2023 |